# Yttersta dagen en glädjedag bliver
Yttersta dagen en glädjedag bliver är en psalm skriven av Magnus Brynolf Malmstedt den 24 april 1754 enligt Oscar Lövgrens Psalm och Sånglexikon. Där framgår också att den sjungs till samma melodi som Thomas Kingos psalm Sorgen och glädjen de vandra tillsammans. Psalmen beskrivs med att den präglas av en tacksamhet och tillbedjan i glädje att närma sig den yttersta dagen. Texten bearbetades 1985 av Harry Lindström. En senare bearbetning har skett då titelraden ändrades från "Yttersta dagen rätt fröjdefull bliver".

## Publicerad i
- Okänd psalmbok med okänt utgivningsår. Frakturstil. Som nr 8 under rubriken "Wäckelsesånger" och titeln "Yttersta dagens fröjder" samt endast med rim i några strofer i verserna gemensamma med Malmstedts text.
- Sions Nya Sånger som nr 103 (5:e upplagan, 1863)
- Sionstoner 1889 och i Musik till Sionstoner 1909, som nr 280 med samma text som behölls i Sionstoner 1935.
- Hemlandssånger 1891 nr 464 med inledningen "Yttersta dagen helt fröjdefull blifwer" under rubriken "Hoppet."
- Nya Pilgrimssånger 1892, som nr 585 med titelraden "Yttersta dagen rätt fröjdefull bliver", under rubriken "Domen".
- Metodistkyrkans psalmbok 1896 nr 472 med titelraden "Yttersta dagen rätt fröjdefull bliver", under rubriken "Yttersta domen".
- Sionstoner 1935 som nr 709 med titelraden Yttersta dagen rätt fröjdefull bliver, under rubriken "Uppståndelsen, domen och det eviga livet".
- Guds lov 1935 som nr 425 med den äldre titelraden under rubriken "Dödens och evighetens allvar".
- Psalmer och Sånger 1987 som nr 744 med nya titelraden, under rubriken "Framtiden och hoppet - Kristi återkomst".[1]
- Lova Herren 1988 som nr 727 med nya titelraden under rubriken "Kristi återkomst, domen och det eviga livet".